# Lecanora atrosulphurea
Lecanora atrosulphurea är en lavart som först beskrevs av Göran Wahlenberg, och fick sitt nu gällande namn av Erik Acharius. Lecanora atrosulphurea ingår i släktet Lecanora och familjen Lecanoraceae.   Inga underarter finns listade i Catalogue of Life.